# SkyEurope Airlines

A SkyEurope Airlines foi uma empresa aérea multinacional europeia de baixo custo com sede em Bratislava, Eslováquia e efectuava a maioria dos seus voos regulares a partir das suas principais bases em Bratislava, Praga (República Checa) e Viena (Áustria). 

## História e Frota
A empresa foi estabelecida em Novembro de 2001 e iniciou os primeiros voos regulares em Fevreiro de 2002 com voos entre Bratislava e Kosice, na Eslováquia, com um Embraer 120 ER Brasília. Rapidamente a empresa cresceu, abriu novas rotas e adquiriu aviões a jacto Boeing 737. 
O serviço a bordo dos voos da SkyEurope está baseado no serviço habitual das companhias aéreas de baixo custo (refeições e bebidas pagas pelo passageiro), porém, a empresa especializou-se em servir a bordo produtos de alta qualidade, como por exemplo o café Nespresso. Também organiza frequentemente eventos a bordo nos seus voos regulares, como passagens de modelos, concertos e encontros entre solteiros (Speed dating).  
Até recentemente a empresa empregava cerca de 700 pessoas e operava uma frota de 4 aviões Boeing 737 – 700, com uma frota que foi a mais jovem da Europa, com uma idade média dos seus aviões de 0.8 anos.
A 1 de Setembro de 2009 a SkyEurope suspende as suas vendas e voos e declara-o no seu site oficial.

## Presença em Portugal
Actualmente, a companhia oferece vários voos semanais a partir da sua base de Viena, Áustria, para Lisboa (Aeroporto da Portela).

## Frota

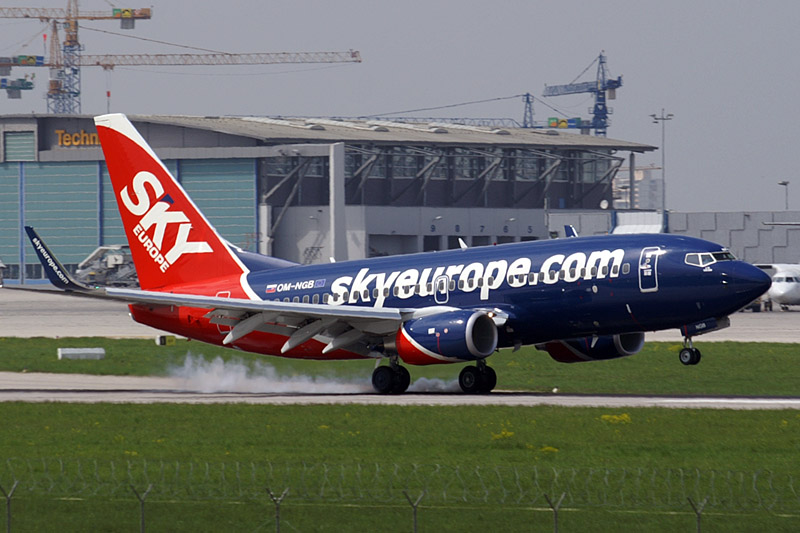
Boeing 737-700 da SkyEurope Airlines.

Em setembro de 2009.
- 7 Boeing 737-300
- 2 Boeing 737-500
- 4 Boeing 737-700